# Волинська обласна рада
Волинська обласна рада — є представницьким органом місцевого самоврядування, що представляє спільні інтереси територіальних громад сіл, селищ, міст, у межах повноважень, визначених Конституцією України, Законом України «Про місцеве самоврядування в Україні» й іншими законами, а також повноважень, переданих їм сільськими, селищними, міськими радами.
Обласна рада складається з 64 депутатів, обирається населенням Волинської області терміном на 4 роки. Рада обирає постійні і тимчасові комісії. Обласна рада проводить свою роботу сесійно. Сесія складається з пленарних засідань і засідань її постійних комісій.

## Попередні скликання

### VІII скликання
Станом на серпень 2025 року, в опозиції стоять 5 депутатів Аграрної партії України та 9 депутатів "Європейської солідарності".
Ситуативну коаліцію складають "За майбутнє", "Батьківщина", "Слуга народу", "Свобода", "Сила і честь".

### VII скликання
Станом на кінець 2019 року:
     УКРОП (19)

     Блок Петра Порошенка (13)

     ВО «Батьківщина» (9)

     ВО «Свобода» (7)

     Об'єднання «Самопоміч» (4)

     Наш край (3)

     Позафракційні (8)

     Вакантне місце (1)

## Результати виборів
Вибори до Волинської обласної ради 2015
| Партія                           | Голосів | К-сть депутатів | % у раді |
| -------------------------------- | ------- | --------------- | -------- |
| 1. «УКРОП»                       | 90195   | 17              | 26.56    |
| 2. БПП «Солідарність»            | 73308   | 13              | 20.31    |
| 3. ВО «Батьківщина»              | 65678   | 12              | 18.75    |
| 4. ВО «Свобода»                  | 35825   | 7               | 10.94    |
| 5. Радикальна партія Олега Ляшка | 34017   | 6               | 9.38     |
| 6. Об'єднання «Самопоміч»        | 26793   | 5               | 7.81     |
| 7. «Наш край»                    | 21305   | 4               | 6.25     |

| №  | Партія                      | Здобуто місць |
| -- | --------------------------- | ------------- |
| 1  | ВО «Батьківщина»            | 26            |
| 2  | Партія регіонів             | 22            |
| 3  | Народна партія              | 8             |
| 4  | ВО «Свобода»                | 6             |
| 5  | «Наша Україна»              | 4             |
| 6  | Єдиний центр                | 4             |
| 7  | Фронт Змін                  | 3             |
| 8  | УРП «Собор»                 | 2             |
| 9  | Аграрна партія України      | 1             |
| 10 | За Україну!                 | 1             |
| 11 | Селянська партія України    | 1             |
| 12 | Сильна Україна              | 1             |
| 13 | Солідарність жінок          | 1             |
| 14 | Комуністична партія України | 1             |

## Список голів Волинської обласної ради
- Блаженчук Володимир Іванович (9 квітня 1990 – березень 1992)
- Клімчук Борис Петрович (червень 1992 – квітень 1998)
- Дмитрук Василь Павлович (квітень 1998 — 12 травня 2006);
- Грицюк Анатолій Петрович (12 травня 2006 — 18 листопада 2010);
- Войтович Володимир Іванович (18 листопада 2010 — 20 лютого 2014 року);
- Вітер Валентин Степанович (20 лютого 2014 – 26 листопада 2015);
- Палиця Ігор Петрович (26 листопада 2015 – 25 липня 2019);
- Вахович Ірина Михайлівна (26 липня 2019 – 25 листопада 2020);
- Недопад Григорій Вікторович (з 25 листопада 2020)